# Kolossi
Kolossi (græsk: Κολόσσι) er en landsby med 5.651(2011) indbyggere ved byen Limassol, Cypern. Landsbyen ligger lige ved det imponerende slot, som bærer landsbyens navn.